# Ни один истинный шотландец
«Ни один истинный шотландец» (англ. No true Scotsman), игнорирование контрпримера или апелляция к истинности — неформальная логическая уловка, попытка ad hoc сохранить в силе необоснованное утверждение. Когда встречается контрпример, опровергающий универсальное заявление, то вместо опровержения контрпримера или отказа от исходного универсального заявления, эта логическая уловка изменяет субъект утверждения таким образом, чтобы исключить этот специфический случай или другие подобные с помощью риторики, без ссылок на какие-либо объективные правила.

## Происхождение
Этот термин был выдвинут философом Энтони Флю в своей книге 1975 года «Размышление о размышлении: Искренне ли я хочу быть правым?» (англ. Thinking About Thinking: Do I sincerely want to be right?):

Представьте себе некоего шотландского шовиниста, сидящего воскресным утром со своей обычной газетой News of the World и читающего статью под заголовком «Сидкапский сексуальный маньяк опять нападает». Наш читатель шокирован и провозглашает: «Ни один шотландец не сделал бы ничего подобного!» В следующее воскресенье в том же источнике он натыкается на статью об ещё более скандальных проделках мистера Ангуса Макспоррана из Абердина. Очевидно, это представляет собой контрпример, который определённо опровергает высказанное ранее универсальное утверждение. В этом свете стоило бы заменить его на более мягкое, о большинстве или о некоторых. Но воображаемый шотландец такой же человек, как и все мы. И он говорит: «Ни один истинный шотландец не сделал бы ничего подобного!»
Упрощённо это можно передать так:
Алиса: Все шотландцы обожают хаггис.
Боб: Мой дядя шотландец, но он не любит хаггис!
Алиса: Ну, вообще-то все истинные шотландцы любят хаггис.
Когда выражение «Все А являются Б» интерпретируется таким образом, чтобы исключить тех А, которые не Б, то это является формой искажения сути вопроса. Результат зависит от того, как будут определены «истинные А».
Подобным образом (ошибочно) нередко используется высказывание Цицерона «Исключение подтверждает правило». Это выражение применяют в спорах, чтобы отвергнуть аргумент оппонента как исключение, якобы подтверждающее его противоположность — правило. В действительности выражение означает лишь «Существование исключения доказывает существование правила».